# پیتای نواری
پیتاهای نواری (نام علمی: Hydrornis (guajana)) spp.، گروهی از پرندگان از خانواده پیتایان (Pittidae) هستند که در گذشته به عنوان یک گونه تکی به نام پیتای نواری تشکیل می‌شدند. آنها در جنگل‌های شبه‌جزیره تایلند-مالای و سوندای بزرگ یافت می‌شوند.

## گونه‌ها
- پیتای نواری بورنئویی (Hydrornis schwaneri)
- پیتای نواری جاوه‌ای (Hydrornis guajana)
- پیتای نواری مالایایی (Hydrornis irena)

## نگارخانه

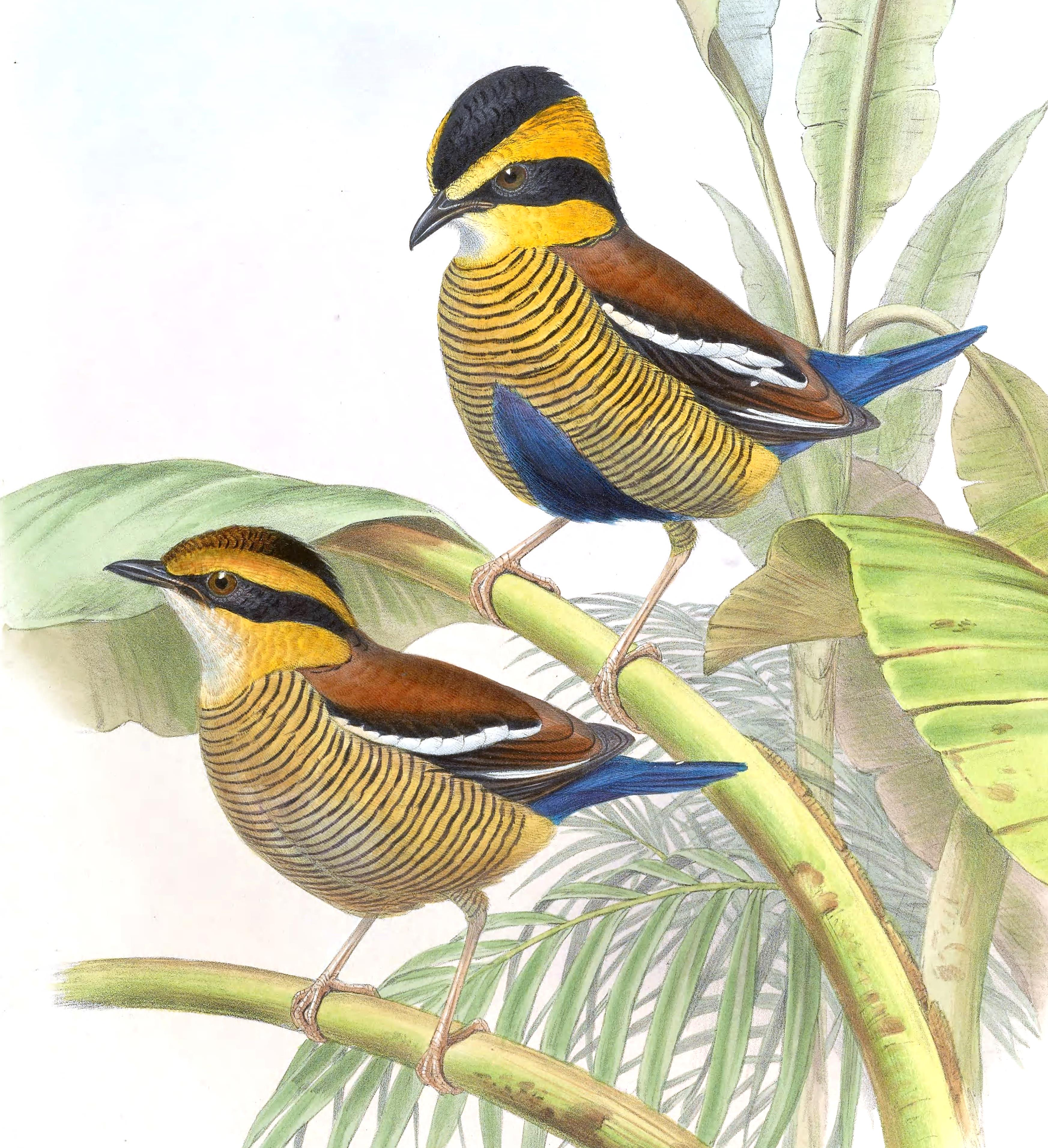
نر و مادهٔ H. (guajana) schwaneri
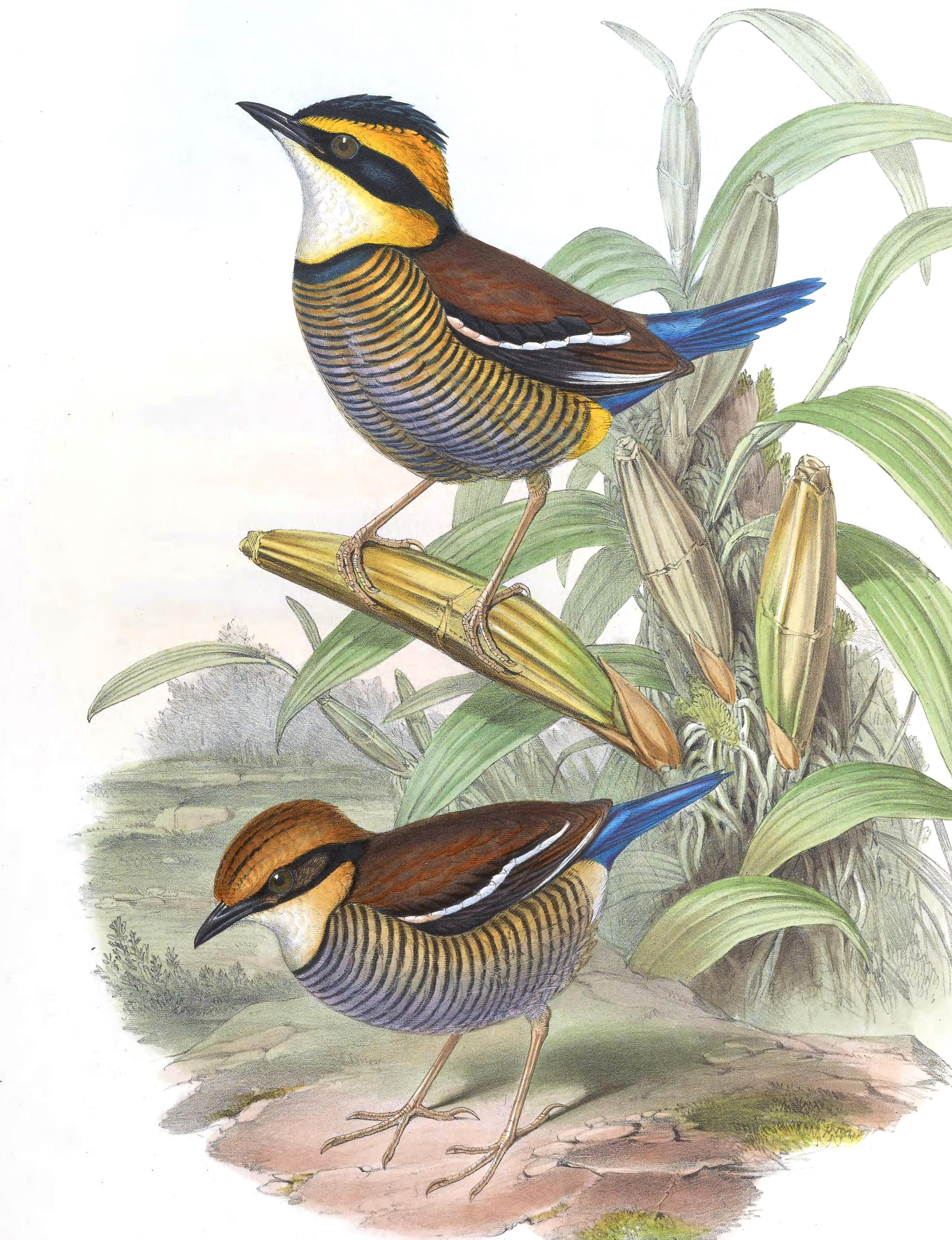
نر و مادهٔ H. (guajana) guajana
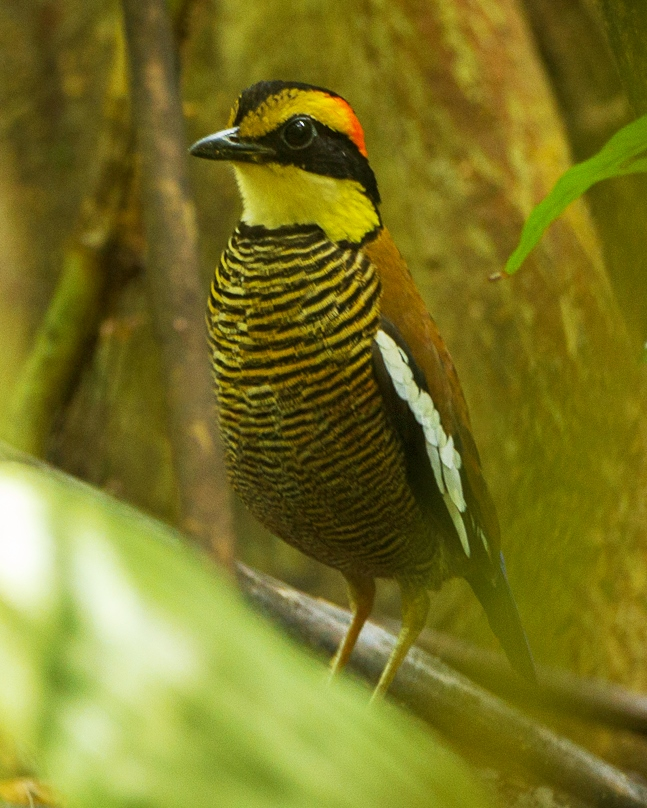
مادهٔ H. (guajana) irena
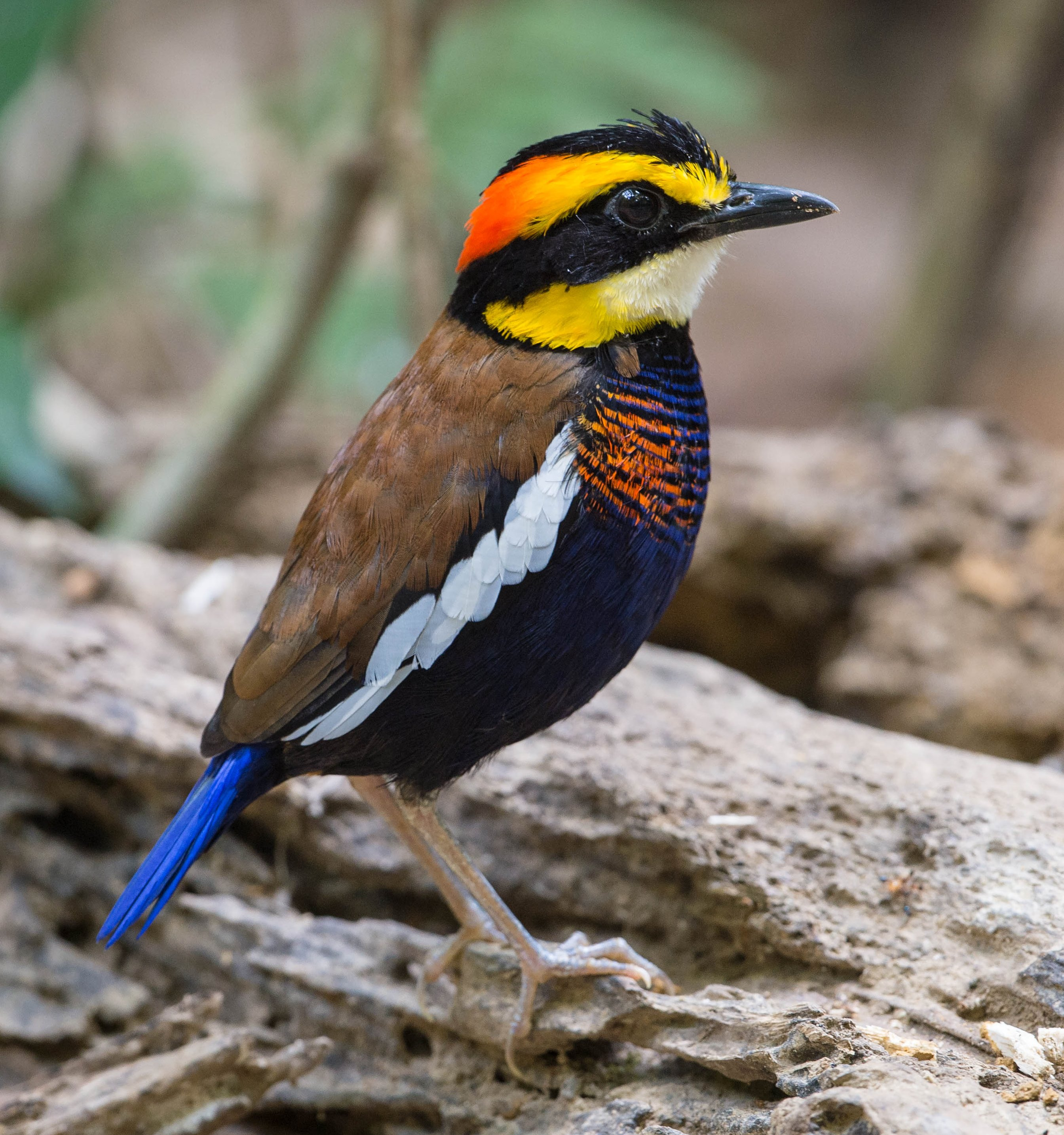
نر
H. (guajana) irena